# Горна Нормандия
Горна Нормандия е регион във Франция до 2016 г., когато е присъединен към новосъздадения регион Нормандия. Населението му е 1 915 000 жители (към 1 януари 2007 г.), а площта 12 317 кв. км. Град Руан е административен център на региона. Някои от главните населени места в Горна Нормандия са Диеп и Хавър.